# Svinnegarn
Svinnegarn är en småort i Enköpings kommun och kyrkbyn i Svinnegarns socken, belägen en knapp kilometer från Svinnegarnsvikens västra strand. Orten domineras av Svinnegarns kyrka.

## Svinnegarns källa
Svinnegarn är främst känd för sin Trefaldighetskälla, Svinnegarns källa.